# Kazimierzów (powiat gostyniński)
Kazimierzów – wieś sołecka w Polsce położona w województwie mazowieckim, w powiecie gostynińskim, w gminie Gostynin.
W latach 1975–1998 miejscowość należała administracyjnie do województwa płockiego.